# كريستين هاجر
كريستين هاجر (بالإنجليزية: Kristen Hager)‏ هي ممثلة كندية، ولدت في 2 يناير 1984 في كندا. بدأت مشوارها المهني سنة 2005.

## أعمال

### أفلام
- (2007)  قداسة[6][7][8]
- (2008) وانتد[9]
- (2015) الحياة

### مسلسلات
- كونك إنسان

## وصلات خارجية
- كريستين هاجر على موقع IMDb (الإنجليزية)
- كريستين هاجر على موقع ألو سيني (الفرنسية)
- كريستين هاجر على موقع أول موفي (الإنجليزية)
- كريستين هاجر على موقع قاعدة بيانات الأفلام السويدية (السويدية)
- كريستين هاجر على موقع قاعدة بيانات الفيلم (الإنجليزية)
- كريستين هاجر على موقع كينوبويسك (الروسية)